# WBAB
WBAB（FM102.3）是一个纽约长岛的经典摇滚广播电台。WBAB注册于纽约巴比伦村，由考克斯媒体集团持有。WBAB的内容在纽约州萨福克县会在FM95.3的WHFM电台上同播。此外，在WBAB的官方网站上也可以听到WBAB的节目。WBAB在FM95.3和102.3段上的信号都是以高清播出的。